# Barra, Gambia
Barra är en ort i Gambia. Den ligger i regionen North Bank, i den västra delen av landet, 5 km nordost om huvudstaden Banjul. Antalet invånare var 5 016 vid folkräkningen 2013. Gambias viktigaste färjeled förbinder Barra med Banjul på andra sidan Gambiaflodens mynning.